# SMS Drache (1861)
O SMS Drache foi um navio ironclad operado pela Marinha Austríaca e depois pela Marinha Austro-Húngara, a primeira embarcação da Classe Drache, seguido pelo SMS Salamander. Sua construção começou em fevereiro de 1861 nos estaleiros da Stabilimento Tecnico Triestino em Trieste e foi lançado ao mar em setembro do mesmo ano, sendo comissionado na frota em novembro de 1862. Era armado com uma bateria de 28 canhões de diferentes tamanhos, tinha um deslocamento carregado de mais de três mil toneladas e alcançava uma velocidade máxima de dez nós.
O Drache permaneceu no Mar Adriático durante a Guerra dos Ducados do Elba em 1864 para proteger o litoral austríaco, assim nunca entrou em combate. Dois anos depois participou da Guerra Austro-Prussiana contra a Itália, estando presente em julho na Batalha de Lissa. Nesta, infligiu danos fatais no navio de defesa de costa Palestro. A embarcação foi modernizada logo após a guerra, porém pouco fez pelo restante de sua carreira. Seu casco estava muito apodrecido em 1875, assim o Drache foi tirado de serviço em junho. Permaneceu sem uso até ser desmontado em 1883.

## Características
O Drache tinha 70,1 metros de comprimento de fora a fora, boca de 13,94 metros e calado de 6,8 metros. Tinha um deslocamento normal de 2 869 toneladas e um deslocamento carregado de 3 160 toneladas. Seu sistema de propulsão era composto por quatro caldeiras a carvão que alimentavam um motor a vapor horizontal com dois cilindros, que por sua vez girava uma hélice. Este sistema tinha uma potência indicada de 2 095 cavalos-vapor (1 540 quilowatts) para uma velocidade máxima de 10,5 nós (19,4 quilômetros por hora). O navio também foi equipado três mastros de vela de barca para viagens de longa-distância. Sua tripulação era composta por 346 oficiais e marinheiros.
O armamento consistia em dez canhões de alma lisa de 48 libras e dezoito canhões antecarga de 24 libras montados no casco em um tradicional arranjo de bateria lateral como nos antigos navios de linha. Além disso, também levava dois canhões de desembarque, um de oito libras e outro de quatro libras. Foi equipado com um rostro na sua proa. O navio era protegido por um cinturão principal de blindagem feito de ferro forjado com 115 milímetros de espessura.

## História

### Início de serviço
O batimento de quilha do Drache ocorreu em 18 de fevereiro de 1861 nos estaleiros da Stabilimento Tecnico Triestino em Trieste, foi lançado ao mar em 9 de setembro do mesmo ano e finalizado em novembro do ano seguinte. O navio e seu irmão SMS Salamander permaneceram no Mar Adriático durante a Guerra dos Ducados do Elba com o objetivo de proteger o litoral austríaco de um possível ataque da Dinamarca, algo que nunca ocorreu. A Itália declarou guerra contra a Áustria em 1866, iniciando a Terceira Guerra de Independência Italiana, conflito que fez parte da Guerra Austro-Prussiana. O contra-almirante Wilhelm von Tegetthoff, o comandante da frota austríaca, começou imediatamente a mobilizar seus navios. Eles começaram a receber tripulações completas e realizar exercícios de treinamento em Fasana. Tegetthoff levou a frota austríaca para Ancona em 27 de junho em uma tentativa de atrair os italianos para uma batalha, mas o almirante Carlo Pellion di Persano, comandante italiano, não saiu em surtida, pois estava reabastecendo seus navios depois de uma viagem de Tarento. Tegetthoff fez outra surtida em 6 de julho, mas novamente os italianos não tentaram interceptá-lo.

### Batalha de Lissa

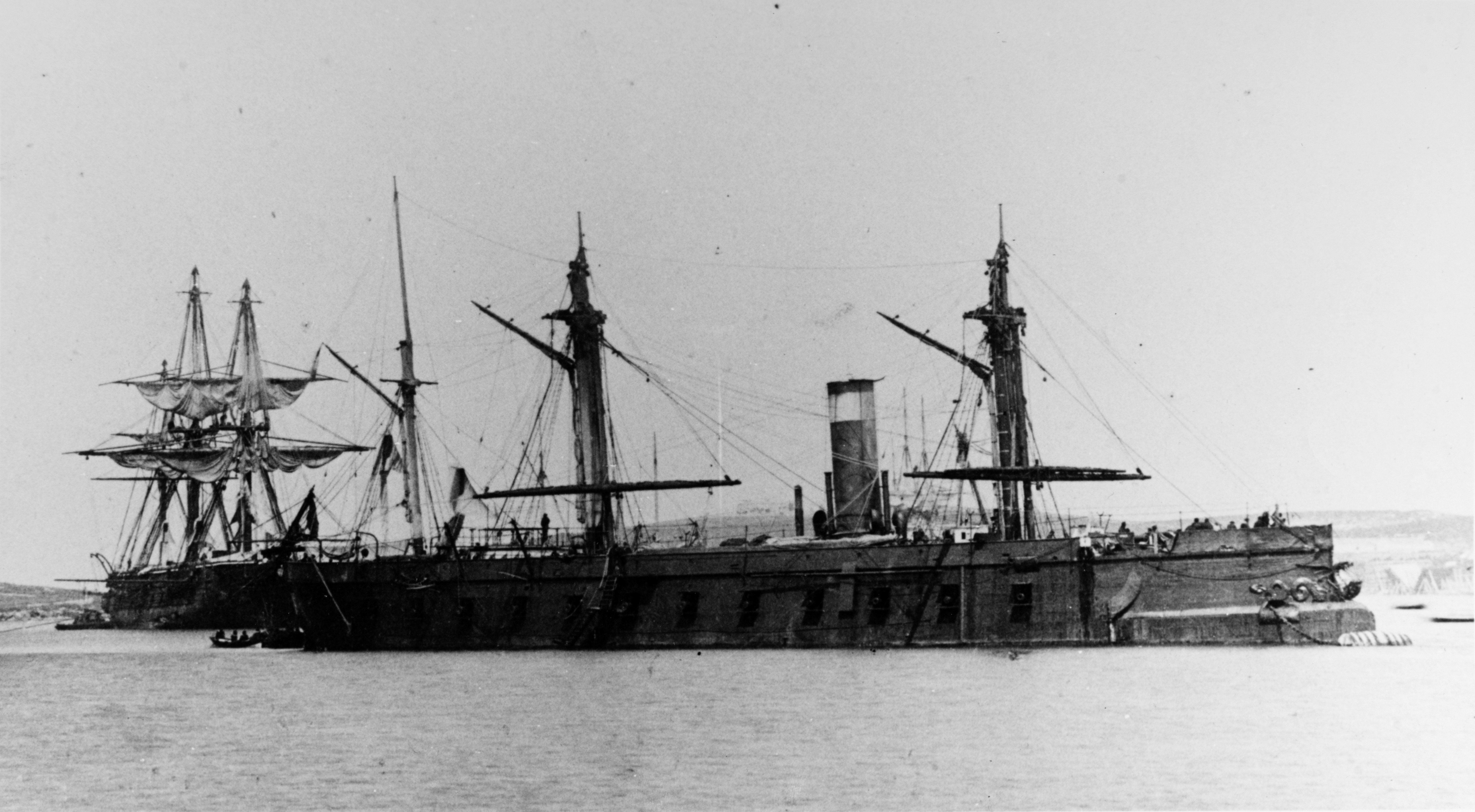
O Drache c. 1866

Persano deixou Ancona em 16 de julho com a frota italiana e seguiu para a ilha de Lissa, onde chegou dois dias depois. Junto estavam navios de transporte de tropas com três mil soldados. Os italianos passaram os dois dias seguintes bombardeando as defesas austríacas na ilha e tentaram forçar um desembarque fracassado. Tegetthoff recebeu vários telegramas entre 17 e 19 de julho notificando-o do ataque italiano, que ele inicialmente achou que era uma distração a fim de afastar a frota austríaca de suas principais bases em Pola e Veneza. Entretanto, Tegetthoff se convenceu na manhã do dia 19 que Lissa era de fato o objetivo italiano, assim pediu permissão para atacar. Os austríacos aproximaram-se de Lissa na manhã de 20 de julho, com a frota italiana estando arrumada para uma nova tentativa de desembarque. Estes estavam divididos em três grupos, com apenas os dois primeiros conseguindo se concentrar em tempo para enfrentar o inimigo. Tegetthoff arrumou seus ironclads em formação de cunha, com o Drache no flanco direito.
Persano, enquanto colocava seus navios em formação, transferiu sua capitânia do ironclad Re d'Italia para o Affondatore. Isto criou um buraco na linha italiana e Tegetthoff aproveitou a oportunidade para dividir a frota italiana e criar um melê. Ele passou pelo buraco, mas não conseguiu abalroar navio algum, assim foi forçado a dar a volta e tentar de novo. O Drache enfrentou o navio de defesa de costa Palestro, incendiando-o. Este tentou recuar e conseguiu usar sua velocidade superior para escapar. O navio austríaco, sem seu alvo original, passou a disparar contra o Re d'Italia junto com várias outras embarcações, com o leme italiano sendo incapacitado e deixando-o vulnerável para ser abalroado pelo SMS Erzherzog Ferdinand Max. O Drache, enquanto isso, foi acertado várias vezes, com um projétil acertando o capitão de mar barão Heinrich von Moll, seu oficial comandante, na cabeça, matando-o imediatamente. O tenente de navio de linha Karl Weyprecht assumiu o comando pelo restante da batalha. Um pequeno incêndio começou a bordo, porém foi rapidamente controlado pela tripulação. Um outro projétil derrubou seu mastro principal. Com exceção disto, o navio não foi seriamente danificado.
O Re d'Italia afundou e a frota italiana começou a recuar, com o Palestro ainda em chamas tentando acompanhar, mas ele logo acabou destruído por uma explosão interna de um depósito de munição. Persano encerrou a batalha e recusou montar um contra-ataque com suas forças desmoralizadas, mesmo ainda mantendo uma superioridade numérica. Além disso, seus navios estavam com pouco carvão e munições. O recuo dos italianos foi acompanhado pelos austríacos, mas Tegetthoff manteve uma certa distância para não colocar seu sucesso em risco. A batalha terminou por completo com o cair da noite, com os italianos seguindo para Ancona e os austríacos para Pola.

### Resto de carreira
Tegetthoff, depois de voltar para Pola, manteve a frota no norte do Mar Adriático em patrulhas contra um possível ataque italiano. Isto nunca ocorreu e os dois países assinaram em 12 de agosto o Armistício de Cormons, encerrando as hostilidades e levando ao Tratado de Viena. Apesar da Áustria ter derrotado a Itália em Lissa e na Batalha de Custoza em terra, o Exército Austríaco foi derrotado decisivamente pela Prússia na Batalha de Königgrätz. Isto levou ao Compromisso de 1867 e o estabelecimento da Áustria-Hungria, que foi forçada a ceder Lombardo-Vêneto para a Itália. As duas metades da monarquia dual tinham poder de veto sobre a outra, com o desinteresse húngaro em uma expansão naval levando a orçamentos seriamente reduzidos para a frota. A maior parte da frota austríaca foi descomissionada e desarmada imediatamente depois do fim da guerra.
A Marinha Austro-Húngara iniciou um modesto programa de modernização depois da guerra, concentrando-se no rearmamento dos ironclads com novos canhões. O orçamento de 1867 concedeu dinheiro para a modernização do Drache e Salamander, pois eram os ironclads mais antigos da frota. O navio foi reformado e rearmado entre 1867 e 1868 com dez canhões de 178 milímetros e dois canhões de 51 milímetros. O Drache pouco fez pelos anos seguintes e deteriorou-se seriamente até 1875, sendo removido do registro naval em 13 de junho. Houve uma tentativa fracassada de vendê-lo para a China. O Drache foi vendido para desmontagem em 1883 e desmontado no ano seguinte.